# Ahamitermes
Ahamitermes es un género de termitas isópteras perteneciente a la familia Termitidae que tiene las siguientes especies:
1. Ahamitermes guizhouensis
2. Ahamitermes hillii
3. Ahamitermes inclusus
4. Ahamitermes nidicola
5. Ahamitermes sichuanensis